# Chalcoscirtus nigritus
Chalcoscirtus nigritus là một loài nhện trong họ Salticidae.
Loài này thuộc chi Chalcoscirtus. Chalcoscirtus nigritus được Tord Tamerlan Teodor Thorell miêu tả năm 1875.